# Pont romain de Trèves
Le pont romain (appelé également pont de la Moselle) qui franchit la Moselle à Trèves est le plus ancien pont d’Allemagne. Les plus anciennes piles datent du milieu du IIe siècle apr. J.-C.

## Histoire
L'existence d'un premier pont romain en bois sur la Moselle est attestée dès 17 av. J.-C. Il s'agissait d'un pont sur pilotis ; l'âge des pilots a pu être estimé en 1963 par des analyses dendrochronologiques.

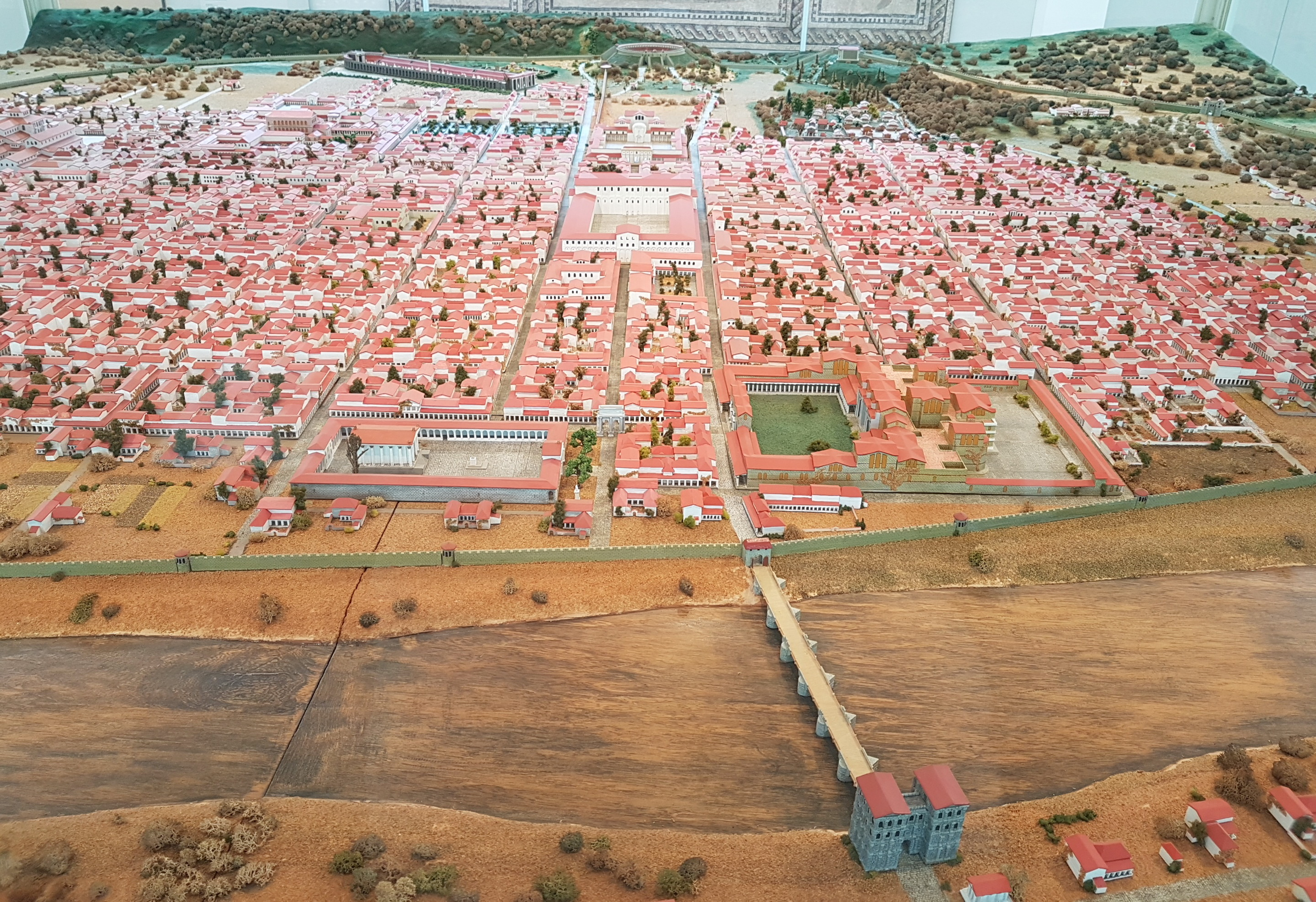
Maquette de Trèves à l'époque romaine. Le pont sur la Moselle est défendu par la Porta Inclyta.

Le premier pont en maçonnerie a été édifié en 45 de notre ère, un peu en aval de l'emplacement actuel du pont, comme les données dendrochronologiques l'ont prouvé. L'extrémité supérieure des pieux fondant les piles est encore visible aux basses eaux.
Les piles du pont de pierre actuel ont été posées entre 144 et 152,. Le nouveau pont romain est le troisième érigé à cet emplacement depuis la fondation de la ville. Les piles, faites de blocs de basalte et de pierre bleue, ont pu être fondées sur le fond de la rivière grâce à un batardeau fait de palplanches calfatées. Les piles présentent vers l’amont des avant-becs en pointe afin de mieux diviser les filets d'eau lors des crues et les glaces lors des débâcles. À l'époque romaine, ces piles massives ne supportaient qu'un simple tablier en charpente renforcé de tirants, chaque travée fonctionnant en quelque sorte comme un pont à béquilles. Ce pont pouvait correctement reprendre le poids d'une chaussée large de dix mètres. Comme, en temps normal, cette chaussée surplombait la Moselle de quelque quatorze mètres, il n’était pas nécessaire de replier les mâts des bateaux avalants. À l’amont du pont, il fallait retenir les bateaux par des câbles de halage à cause de la force du courant.
L'emplacement de la porte du pont, la Porta Inclyta (la « Porte illustre »), démolie au Moyen Âge, n'est pas clair. En 2004, les chercheurs se sont demandé si la porte, semblable dans son style à la Porta Nigra, se trouvait sur la rive gauche ou sur la rive droite de la Moselle.

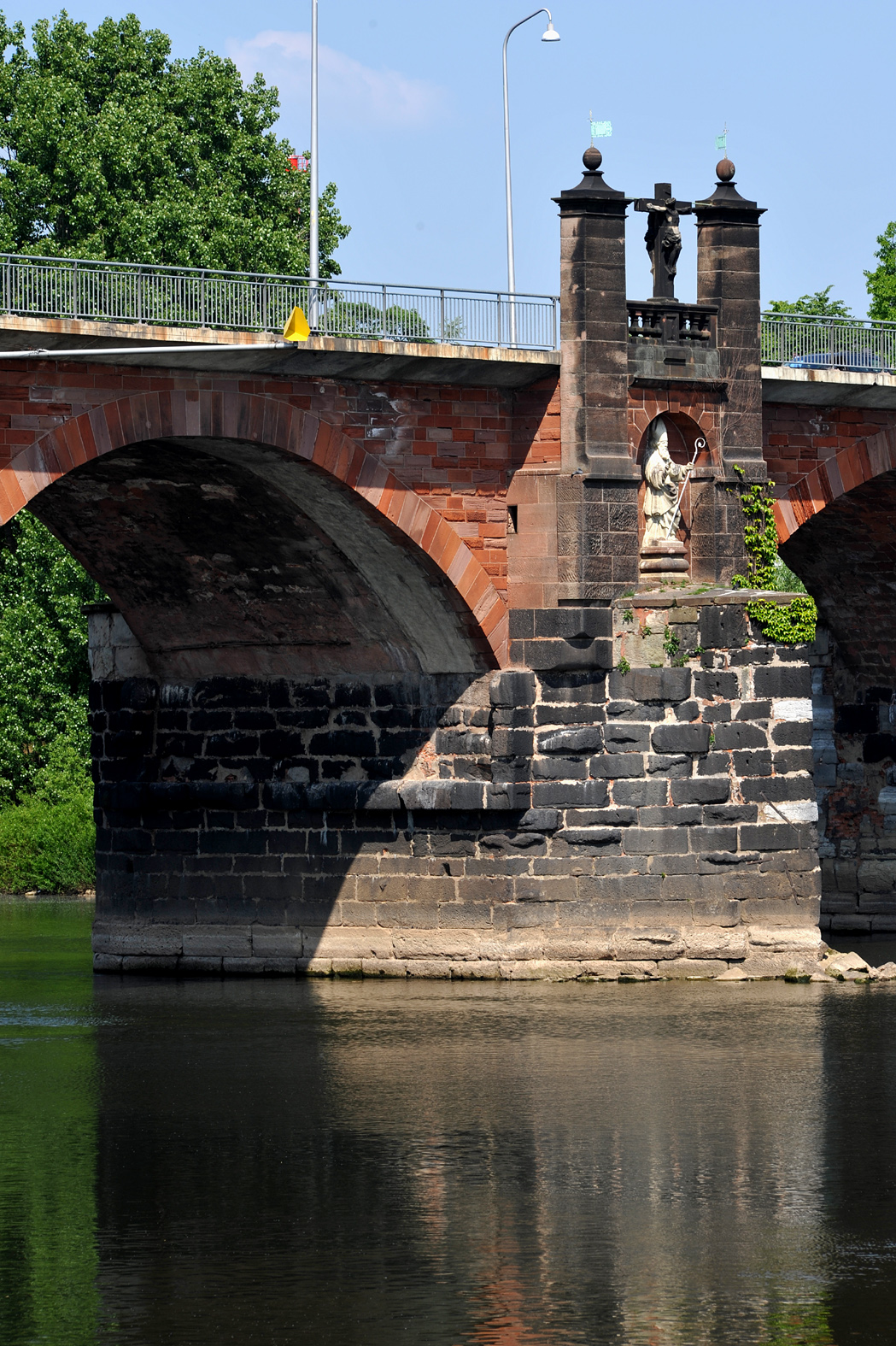
Pile romaine et tablier de 1718, avec statue de saint Nicolas.

Les voûtes en maçonnerie ont été construites entre 1190 et 1490, peut-être sous le règne du prince-archevêque Baudouin (1307–1354). Des neuf piles d'époque romaine, cinq ont traversé les siècles jusqu'à nos jours ; la vieille tradition selon laquelle deux de ces piles auraient été reconstruites en 1717-1718 n’est plus admise : les deux premières piles du côté de la ville ont été enterrées sous une avancée dans la rivière dès la période romaine.
Le pont fut miné en 1689 par l’armée française, mais les voûtes furent reconstruites en 1716-1718 sous la direction de Johann Georg Judas, charpentier de l'électeur de Trèves. C’est à cette occasion qu’on érigea sur la cinquième pile depuis l’ouest un crucifix et une statue de saint Nicolas. On démantela la porte occidentale du pont en 1806, puis la porte orientale en 1869. 
En 1931, le pont fut élargi et reçut les actuelles passerelles piétonnes en encorbellement. 
C’est par ce pont, demeuré intact, qu’au matin du 2 mars 1945 les Américains purent atteindre les quartiers ouest de Trèves. Pour une raison indéterminée, l'armée allemande avait renoncé à faire sauter cet ouvrage. Selon un témoin oculaire, les câbles destinés à actionner les explosifs étaient probablement endommagés.
Après la Seconde Guerre mondiale, la canalisation de la Moselle s'accompagna d'importantes fouilles archéologiques.
En 2012, la ville de Trèves a annoncé un concours d'architecture pour le réaménagement de la zone du pont et du pont lui-même, dans le but de mieux mettre en valeur le monument, mais pour des raisons financières, ces propositions n'ont pas été mises en œuvre.

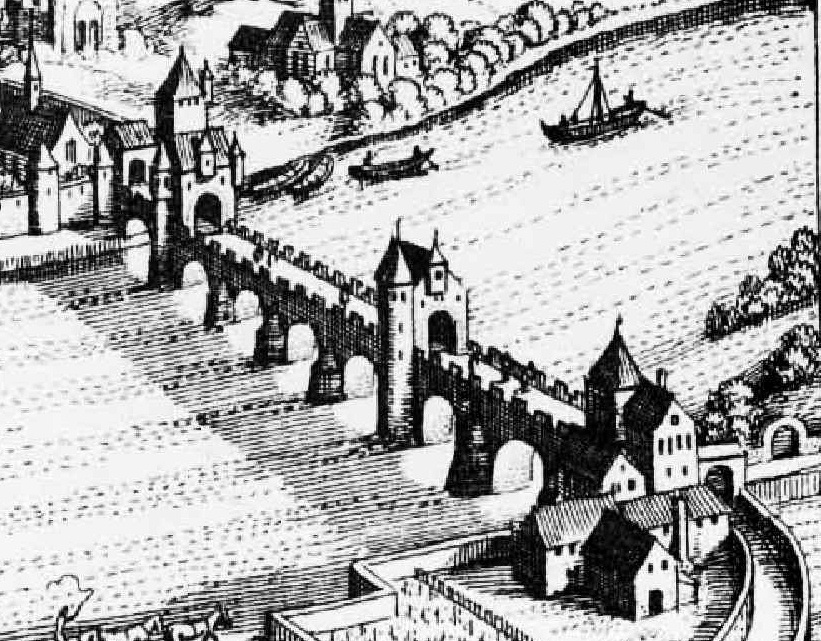
Le pont romain, d'après une eau-forte de Merian 1646.
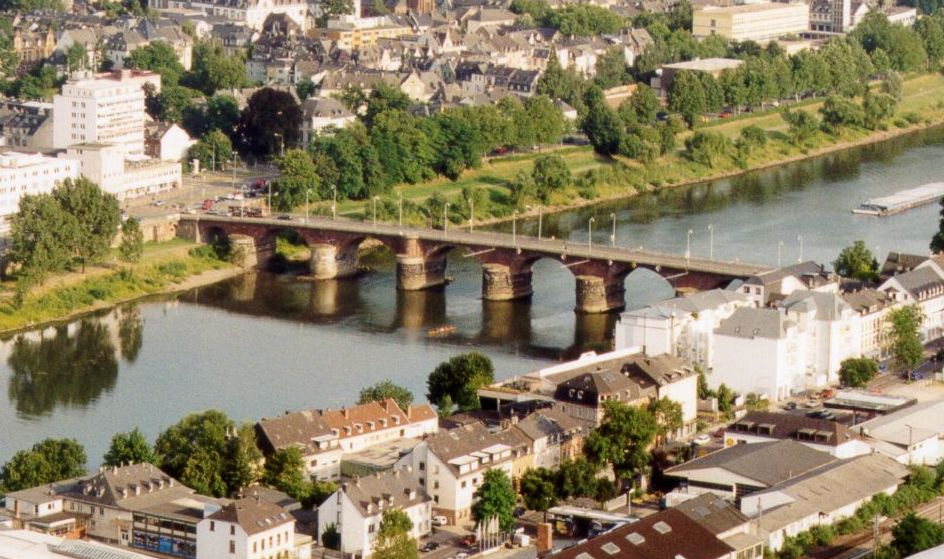
Le pont romain, vu de la colonne Mariensäule.